# Chiropodomys muroides
Chiropodomys muroides és una espècie de mamífer rosegador de la família dels múrids. Viu a Indonèsia i Malàisia. Es tracta d'un animal arborícola. Els seus hàbitats naturals són els boscos tropicals montans. Es desconeix si hi ha cap amenaça significativa per a la supervivència d'aquesta espècie. El seu nom específic, muroides, significa ‘semblant a un ratolí’ en llatí.